# Comuna de Tarnowo Podgórne
Tarnowo Podgórne (polaco: Gmina Tarnowo Podgórne) é uma gminy (comuna) na Polónia, na voivodia de Grande Polónia e no condado de Poznański. A sede do condado é a cidade de Tarnowo Podgórne.
De acordo com os censos de 2004, a comuna tem 17 743 habitantes, com uma densidade 175 hab/km².

## Área
Estende-se por uma área de 101,4 km², incluindo:
- área agrícola: 79%
- área florestal: 7%

## Demografia
Dados de 30 de Junho 2004:
|                      | Total   | Total | Mulheres | Mulheres | Homens  | Homens |
| -------------------- | ------- | ----- | -------- | -------- | ------- | ------ |
|                      | pessoas | %     | pessoas  | %        | pessoas | %      |
| População            | 17 743  | 100   | 9033     | 50,9     | 8710    | 49,1   |
| Densidade (pop./km²) | 175     | 100   | 89,1     | 89,1     | 85,9    | 85,9   |

De acordo com dados de 2002, o rendimento médio per capita ascendia a 2852,09 zł.

## Subdivisões
- Baranowo, Batorowo, Ceradz Kościelny, Chyby, Góra, Jankowice, Kokoszczyn, Lusowo, Lusówko, Przeźmierowo, Rumianek, Sady, Sierosław, Swadzim, Tarnowo Podgórne, Wysogotowo.

## Comunas vizinhas
- Buk, Dopiewo, Duszniki, Kaźmierz, Poznań, Rokietnica